# Цимоне
Цимоне (італ. Zimone, п'єм. Zimon) — муніципалітет в Італії, у регіоні П'ємонт, провінція Б'єлла.
Цимоне розташоване на відстані близько 540 км на північний захід від Рима, 50 км на північний схід від Турина, 14 км на південь від Б'єлли.
Населення — 404 особи (2014).

## Демографія
Населення за роками:

Станом на 1 січня 2023 року в муніципалітеті офіційно проживали 24 іноземці з 7 країн, серед них 19 громадян країн Євросоюзу.

## Сусідні муніципалітети
- Черріоне
- Маньяно
- Півероне
- Ропполо
- Вівероне